# Johanna Bugge Berge
Johanna Bugge Berge, född 1 oktober 1874 i Kristiania, död 28 november 1961 i Skien, var en norsk målare. 
Hon var dotter till professor Elseus Sophus Bugge och Karen Sophie Schreiner samt gift 1908-1969 med kulturhistoriken Rikard Berge. Hon studerade konst vid Den kgl. Tegneskole 1891 där hon slutade efter ett år för att istället studera privat för Harriet Backer och en sommar för Gerhard Munthe och några månader för Erik Werenskiold. Hon vistades en period i Rom vinterhalvåret 1896–1897 där hon bedrev självstudier under 1902 vistade hon i Köpenhamn där hon studerade för Jens Ferdinand Willumsen. Under sommaren 1894 vistades hon i Storvik där konstnärerna Kris Laache, Ragnhild Hvalstad och Alice Pihl Salvesen bildade konstnärskollektivet Vågåsommeren. Hon medverkade i Statens Kunstutstilling första gången 1898 och kom medverka där åtta gånger, sista gången 1910. Hon var representerad i  Världsutställningen i Paris 1900 där hon fick en Mention Honorable för sin målning Gårdsinteriør. En minnesutställning med hennes konst visades av Seljord Kunstforening 1977. Till hennes offentliga arbeten hör några  porträtt av präster för Skien kirke, dekorationsmålningar i Lunde kirke och dekorationsmålningar för tingssalen i Telemark Fylkeshus. Hennes konst består av figurer, interiörer, landskapsskildringar och porträtt dessutom avbildade hon kulturhistoriska föremål till sin mans arbeten. Hon är representerad vid bland annat Nordenfjeldske Kunstindustrimuseum i Trondheim och Skien kommunes kunstsamling. Som illustratör och författare utgav hon i Kristiania 1918 boken
Saumkunst i norske bygdir med 16 planscher och 45 mönster.